# ラリーチャレンジ

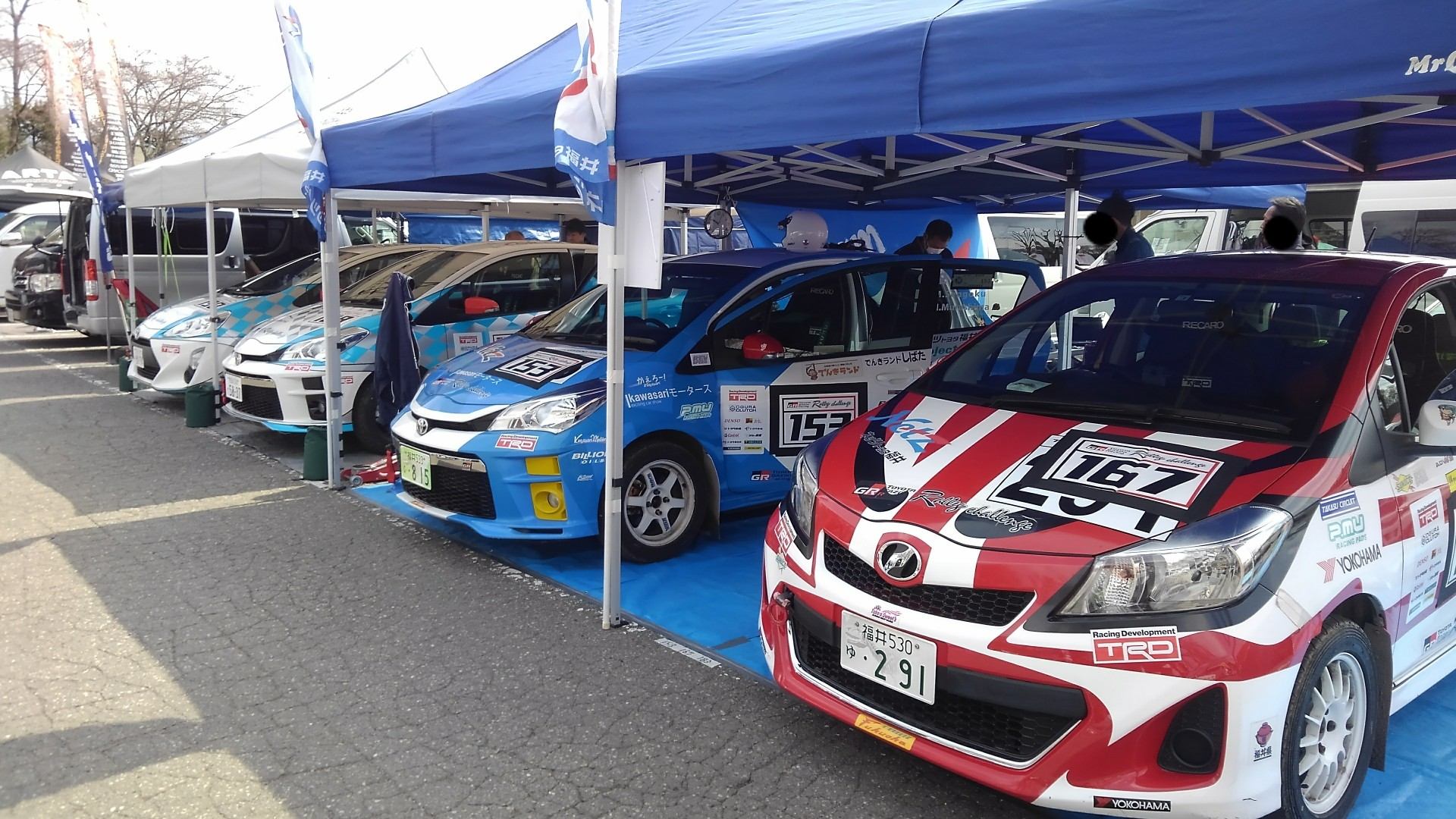
サービスパークの様子（2019年八ヶ岳）

TOYOTA GAZOO Racing ラリーチャレンジは、トヨタ自動車が主催する入門者向けラリーシリーズ。俗称としてラリチャレと略される場合もある。

## 概要
2001年に誕生した、トヨタテクノクラフト（現トヨタカスタマイジング&ディベロップメント）によるTRDヴィッツチャレンジを源流に持つ。当初はヴィッツのみのラリーであったが、2012年にはヴィッツ以外の車両も参戦できるTRDラリーチャレンジに発展。2016年にはTOYOTA GAZOO Racingの公認と支援を受けて現在の名称となった。略してTGRラリーチャレンジとも呼ばれる。なおトヨタカスタマイジング＆ディベロップメントは2018年から中級者向けに『TRD RALLY CUP』を開催しているが、こちらは全国のJMRC（JAFの各地域クラブ協議会）の支援を受けており、ラリーチャレンジとは区別される。
国内では自動車メーカーが主催する唯一のラリーシリーズである。全日本ラリー選手権に次ぐ規模を誇り、2018年開幕戦の長野県茅野市で行われた「ラリーチャレンジin八ヶ岳 茅野」では過去最多となる100台以上のエントリー申請と90台の出走を記録した。また観客数2万3000人は「日本一速い男決定戦」の全日本スーパーフォーミュラ選手権と比べても遜色のない数字であった。
ラリー大会のみならず、入門者に向けてラリーのレッスン・講習会も開催しており、ラリーの基礎を1から学ぶことができる。

## レギュレーション
以下は2020年時点の内容である。

### 競技規則
ドライバー・コドライバーともに、普通自動車以上の運転免許とJAF国内B級ライセンスを必要とする。参加上限は75 - 90台。参加費は学生は割引があるほか、一部大会では、遠方からの参加の場合、キャッシュバックもある。
WRCや全日本ラリー選手権と同じSSラリーで、リエゾン区間も設置される。SSは5 - 8本程度で、コース構成は林道・ミニサーキット・ジムカーナコース・ダートトライアルコースなど、公道が少ないのが特徴である。また気軽に参戦できるよう日曜日のみの「ワンデイ開催」を掲げているため、レッキは早朝に行われる。
2018年 - 2019年には東西の2つのシリーズ（TGRRCまたはRC）と、北海道・九州のジョイントカップ（TGRRCCまたはRC-C）という構成で開催されていた。
2020年からは東西シリーズが統合されている。

### クラス区分

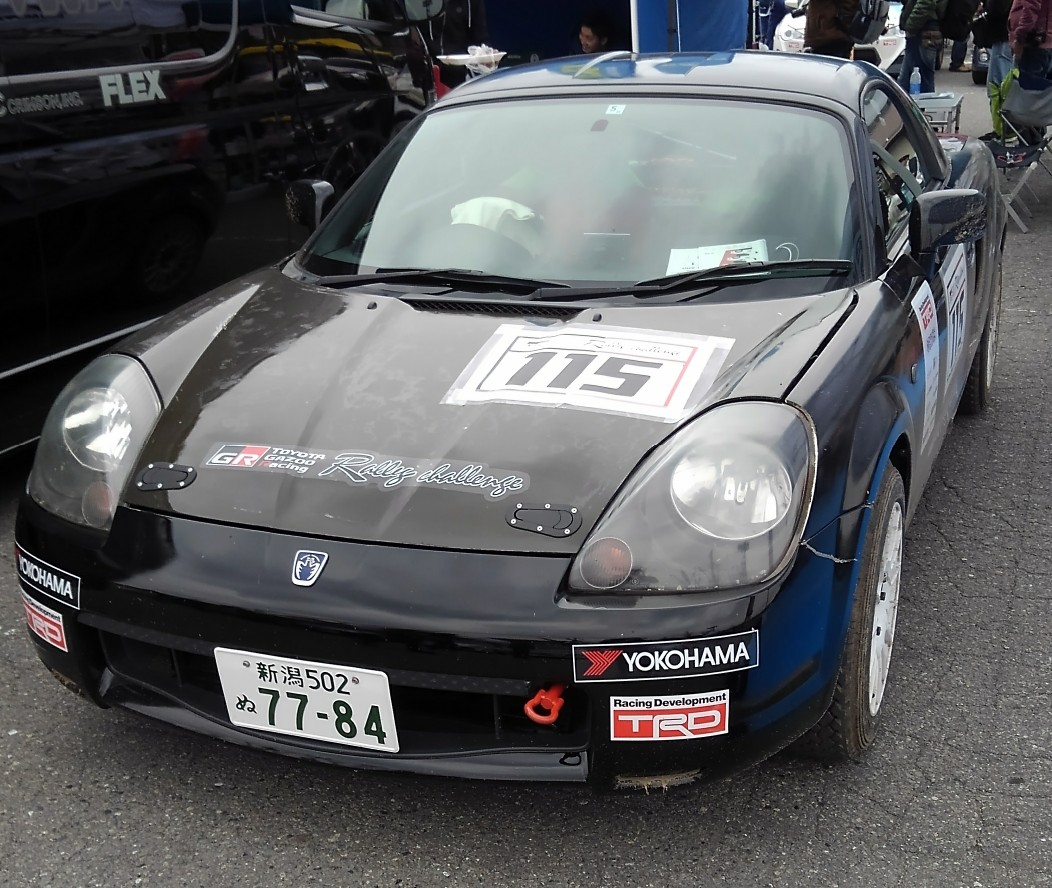
トヨタ・MR-S

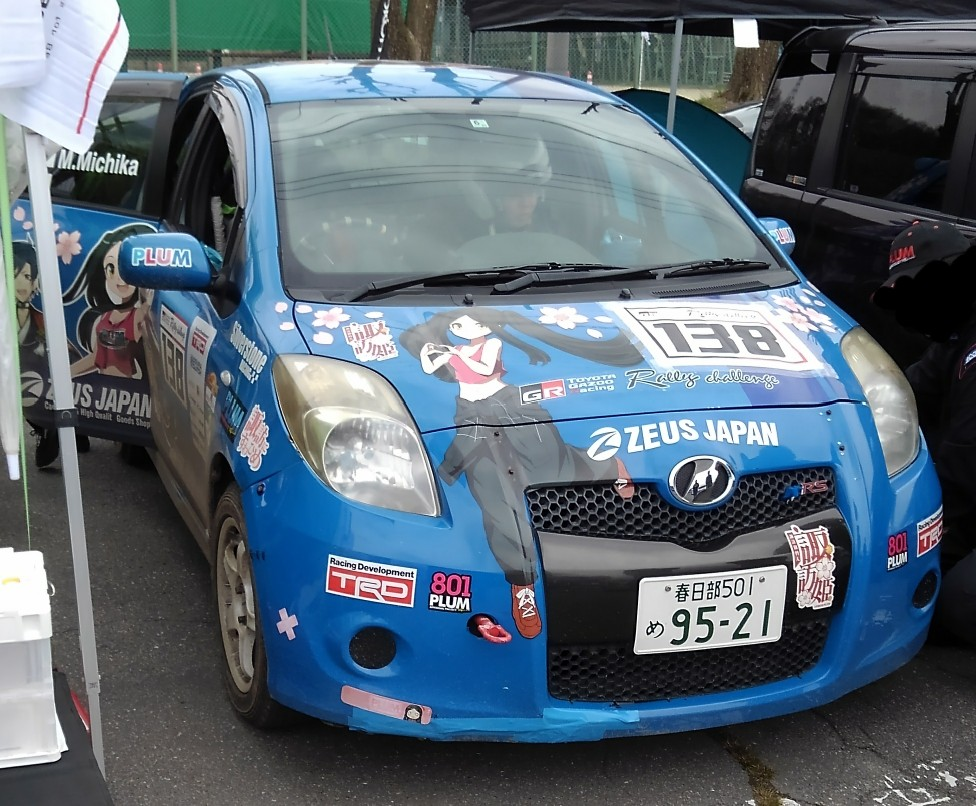
諏訪姫レーシングのヴィッツ

データは2020年現在のものである。技術的な規則はJAF国内競技車両規則第2編に準じているが、ごく一部の例外を除いて純正またはTRD製の部品しか使用できない。なおAT・CVT車やGR SPORT、ワンメイクレース用車（86・ヴィッツ）もラリー装備を装着すれば参戦可能である。タイヤはダンロップの「DIREZZA」、またはヨコハマの「ADVAN」ブランドの市販ラリー用タイヤが指定されている。
- C-1･･･アクア
- C-2･･･ヴィッツ（気筒容積1500cc）
- C-3･･･86
- E-1･･･ヴィッツ（気筒容積1500cc）
- E-2･･･86
- E-3･･･トヨタ車（気筒容積1500cc以下）／ダイハツ軽自動車（気筒容量660cc以下）
- E-4･･･トヨタ車（気筒容積1501cc以上）
- OPEN･･･全自動車メーカー車両（気筒容積区分無し）

「C＝チャレンジ」、「E＝エキスパート」を指す。ジョイントカップはE-3、E-4クラスのみとなる。また全日本以上の格の競技（ジムカーナ等含む）で一定以上の成績を収めた者は、C-2、C-3、E-1、E-2クラスには参加できない。

## 過去のシーズン
| 年   | シリーズ名称        | 大会数          | レポート・リザルト | 主な参加車両                                           |
| ---- | ------------------- | --------------- | ------------------ | ------------------------------------------------------ |
| 2019 | TGR Rally Challenge | 12戦            | リザルト           | 86(ZN6)・ヴィッツ（NCP131/NCP91/SCP10）・アクア(NHP10) |
| 2018 | TGR Rally Challenge | 12戦            | リザルト           | 86(ZN6)・ヴィッツ（NCP131/NCP91/SCP10）・アクア(NHP10) |
| 2017 | TGR Rally Challenge | 12戦(内1戦中止) | レポート・リザルト | 86(ZN6)・ヴィッツ（NCP131/NCP91/SCP10）・アクア(NHP10) |
| 2016 | TGR Rally Challenge | 16戦            | レポート・リザルト | 86(ZN6)・ヴィッツ（NCP131/NCP91/SCP10）・アクア(NHP10) |
| 2015 | TRD Rally Challenge | 10戦            | レポート・リザルト | 86(ZN6)・ヴィッツ（NCP131/NCP91/SCP10）・アクア(NHP10) |
| 2014 | TRD Rally Challenge | 7戦             | レポート・リザルト | 86(ZN6)・ヴィッツ（NCP131/NCP91/SCP10）                |
| 2013 | TRD Rally Challenge | 5戦             | レポート・リザルト | 86(ZN6)・ヴィッツ（NCP131/NCP91/SCP10）                |
| 2012 | TRD Rally Challenge | 5戦             | レポート・リザルト | 86(ZN6)・ヴィッツ（NCP131/NCP91/SCP10）                |
| 2011 | TRD Vitz Challenge  | 5戦             | レポート・リザルト | ヴィッツ（NCP131/NCP91/SCP10）                         |
| 2010 | TRD Vitz Challenge  | 5戦             | レポート・リザルト | ヴィッツ（NCP91/SCP10）                                |
| 2009 | TRD Vitz Challenge  | 5戦             | レポート・リザルト | ヴィッツ（NCP91/SCP10）                                |
| 2008 | TRD Vitz Challenge  | 6戦             | レポート・リザルト | ヴィッツ（NCP91/SCP10）                                |
| 2007 | TRD Vitz Challenge  | 7戦             | レポート・リザルト | ヴィッツ（NCP91/SCP10）                                |
| 2006 | TRD Vitz Challenge  | 6戦             | レポート・リザルト | ヴィッツ（SCP10）【ワンメイク】                        |
| 2005 | TRD Vitz Challenge  | 6戦             | レポート・リザルト | ヴィッツ（SCP10）【ワンメイク】                        |
| 2004 | TRD Vitz Challenge  | 6戦             | リザルト           | ヴィッツ（SCP10）【ワンメイク】                        |
| 2003 | TRD Vitz Challenge  | 6戦             | リザルト           | ヴィッツ（SCP10）【ワンメイク】                        |
| 2002 | TRD Vitz Challenge  | 7戦             | リザルト           | ヴィッツ（SCP10）【ワンメイク】                        |

## 著名な参戦ドライバー・ナビゲーター
※過去参戦していたドライバーも含む。

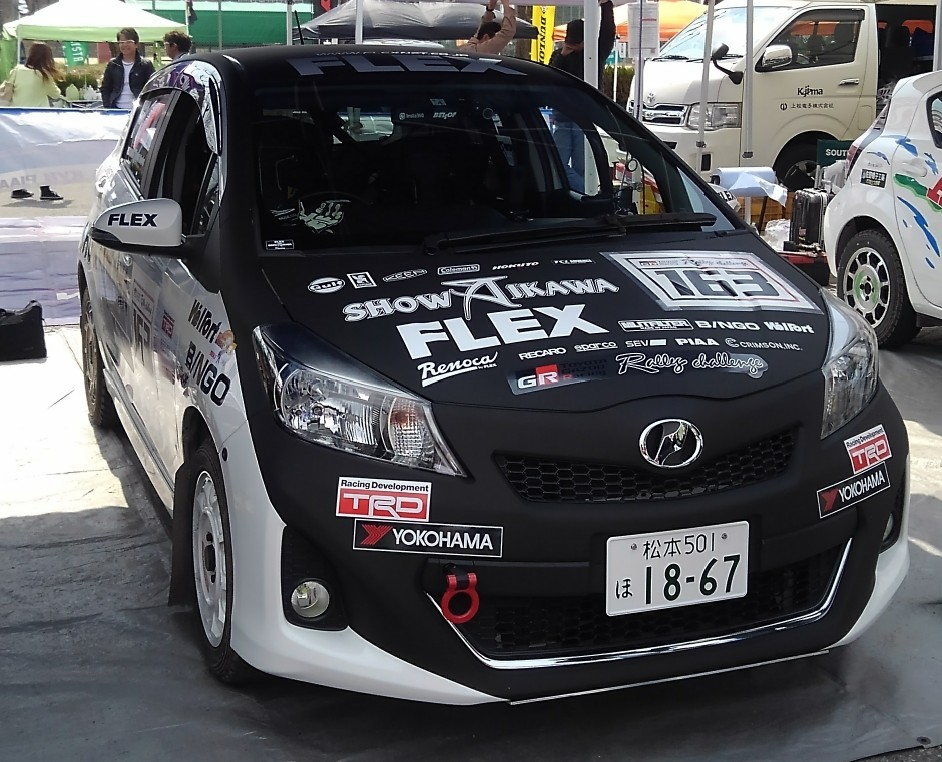
哀川翔のヴィッツ

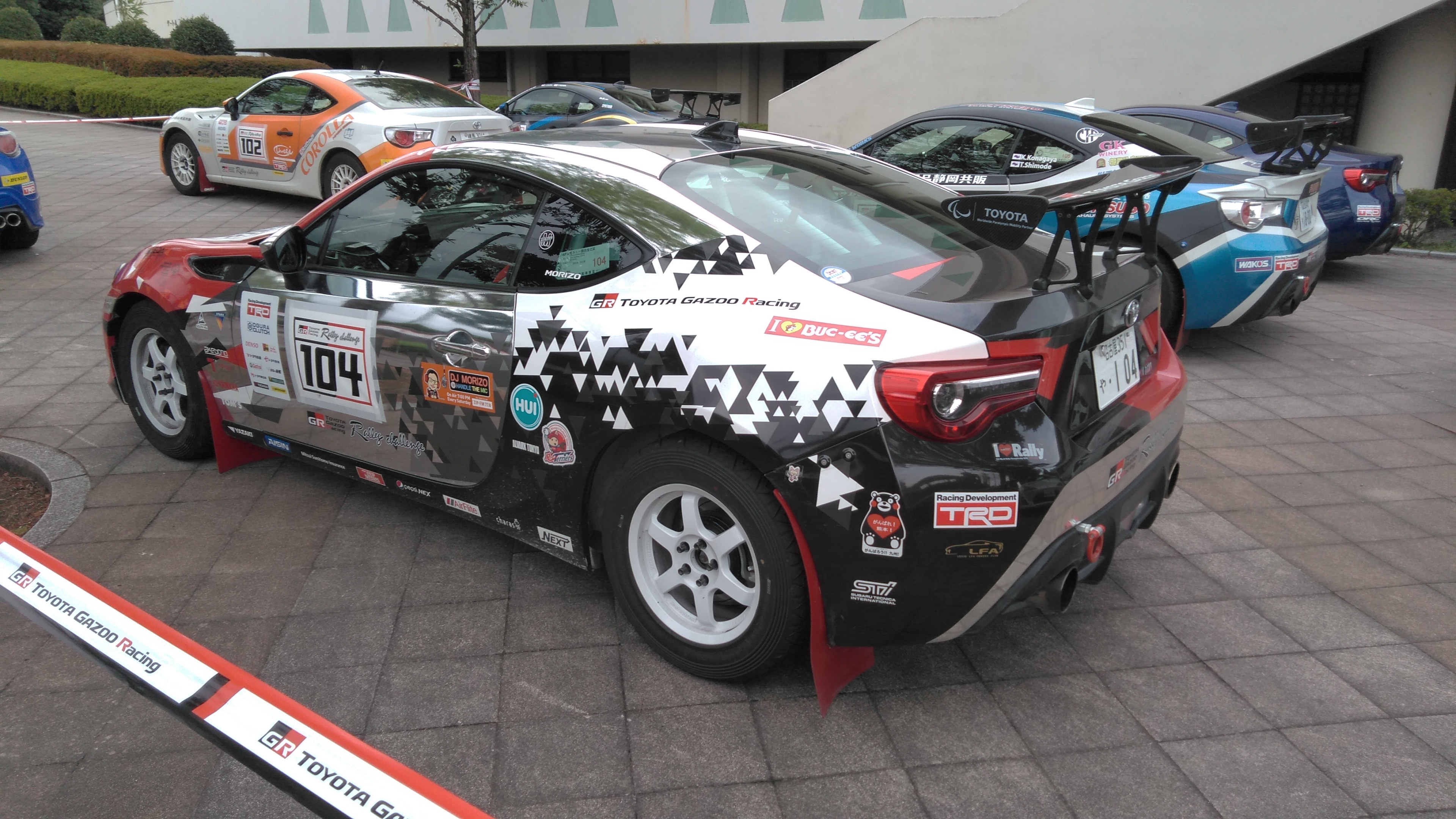
MORIZOの86

- MORIZO（豊田章男） - トヨタ自動車社長
- 哀川翔 - 俳優、ラリーチームオーナー
- 塚本奈々美 - レースクイーン・レーシングドライバー
- 織戸学 - プロレーシングドライバー
- 脇阪寿一 - プロレーシングドライバー・監督
- 栗田佳織 - JSPORTSのWRCコメンテーター
- 三浦昂 - ラリーレイドドライバー
- 新井大輝 - ラリードライバー
- 奴田原文雄 - ラリードライバー
- 梅本まどか - 元SKE48アイドル
- 清水和夫 - レーシングドライバー・モータージャーナリスト